# SH-05C
docomo PRO series SH-05C（ドコモ プロ シリーズ エスエイチ ゼロ ご シー）は、シャープが開発した、NTTドコモの第三世代携帯電話（FOMA）端末、docomo PRO seriesの一つである。

## 概要
本端末はL-03Cと同様に光学3倍ズームCCDカメラを搭載した携帯電話である。
端末には通常の携帯電話のようにキーボードがなく、画面上で、静電式のタッチパネルで操作を行い、ピンチイン、ピンチアウトによる拡大縮小や回転が可能となっており、スマートフォンのような形状となる。メール作成中の文字のサイズなども、ピンチアウト、インにて拡大縮小が可能となる。ユーザーインターフェースでも、全面タッチパネルを生かし、自分のよく使うショートカットやウィジェットを待ちうけ画面に表示させることが可能など、こちらもスマートフォンライクとなっている。しかしOSは通常のFOMA端末と同様MOAP+（Symbian）となる。
文字の入力はタッチパネルのソフトウェアキーボードを使って入力する。QWERTYタイプのキーボードと10キータイプのキーボードの2パターンがある。ハードキーは電話の発着信ボタンと、ズームの拡大、縮小などの操作を行う←左右→キーのみとなる。

### カメラ
シャープのデジタルカメラブランドとなる「AQUOS SHOT」の冠を配しており、CCDイメージセンサーと画像処理エンジン「ProPix」の性能をいままでの中で最も強化したものとなる。前述のとおり光学式の3倍ズームを搭載しているため、拡大しても画像が荒れることなく撮影が可能となっているほか、5倍のデジタルズーム機能も搭載しているため、最大で15倍まで拡大が可能となる。レンズ部分は光学ズームを搭載しているが、屈曲型レンズを採用し、レンズ部の出っ張りが存在しないデザインとなっている。L-03Cは沈胴式レンズを採用している。被写体が上半身アップの構図に収まるように自動でズームして撮影できるベストレンジズームにも対応する。
ソフト面の機能としては、連続撮影後に最適の1枚を選び出すオススメフォト機能た、フルハイビジョンサイズ画像を高速6枚連写機能などを備えている。ペットにフォーカスをあわせることも可能となったペットフォーカス機能や、ゴルフスイングビデオカメラ機能により同時再生してフォームを比較することができたり、撮影した動画をスローモーション再生も可能となっている。
また魚眼レンズ風、ミニチュア風撮影が可能なエフェクト撮影といった遊び機能も搭載される。
動画撮影においては、フルハイビジョンムービー（1920×1080ドット）に対応しまた光学3倍ズームにも対応する。毎秒30フレームでの動画撮影が可能となる。別売りのケーブルをテレビに接続することで、動画や静止画をテレビに出力できる。また顔認識機能も搭載されており、撮る回数が多い人の顔登録を促してくれる「自動顔登録」機能やなども搭載されている。

### その他機能
Bluetooth、おサイフケータイ、ワンセグ、GPSなどにも対応している他、AQUOSファミリンク機能を搭載している。
ノイズリダクション、エンハンス、エコーキャンセラーによるトリプルくっきりトークが搭載され、クリアな音質で会話ができる工夫がされている。
待受画面から声で機能を呼び出す「音声クイック起動」などにも対応する。
| 主な対応サービス                   | 主な対応サービス                                                    | 主な対応サービス                       | 主な対応サービス                                 |
| ---------------------------------- | ------------------------------------------------------------------- | -------------------------------------- | ------------------------------------------------ |
| タッチパネル                       | FOMAハイスピード7.2Mbps(受信)／5.7Mbps(送信)                        | Bluetooth                              | DCMX／おサイフケータイ                           |
| iアプリオンライン／地図アプリ      | 直感ゲーム／メガiアプリ                                             | iウィジェット                          | マチキャラ／iコンシェル                          |
| ホームU／ポケットU                 | GPS／オートGPS／ケータイお探し                                      | デコメール／デコメ絵文字／デコメアニメ | iチャネル                                        |
| 着もじ                             | テレビ電話／キャラ電                                                | ケータイデータお預かりサービス         | フルブラウザ                                     |
| おまかせロック／バイオ認証         | 外部メモリーへiモードコンテンツ移行／ユーザーデータ一括バックアップ | トルカ                                 | iC通信／iCお引越しサービス                       |
| きせかえツール／ダイレクトメニュー | バーコードリーダ／名刺リーダ                                        | 2in1                                   | エリアメール／ソフトウェアーアップデート自動更新 |
| GSM／3Gローミング（WORLD WING）    | 着うたフル／うた・ホーダイ                                          | Music&Videoチャネル／ビデオクリップ    | デジタルオーディオプレーヤー(AAC)(WMA)           |

## アプリケーション
| アプリ名                       | 概要 |
| ------------------------------ | --- |
| E★エブリスタアプリ             | ケータイ総合雑誌「E★エブリスタプレミアム」掲載作品の更新情報をリアルタイムで確認できるアプリ                                                          |
| ブックビューア コミック体験!   | セルシス、ボイジャーが提供しているケータイコミックを体験できるアプリ                                                                                  |
| コミック/小説ビューア          | コミックや小説を読むことができるアプリ |
| SH-MODE INFO                   | iウィジェットにてiMenu内のサイト［SH-MODE］の更新情報を確認したり、サイト内の各コンテンツへ直接接続することができるアプリ                             |
| お天気予報SH                   | iウィジェットにて今日・明日の天気や雨レーダーなどを見ることのできるアプリ                                                                             |
| iアバターメーカー              | iアバターを作成するアプリ |
| iCタグリーダー                 | 対応のポスター・カード・シールなどにおサイフケータイでかざして情報を読み取るためのアプリ                                                              |
| モバイルGoogleマップ           | Googleマップのアプリ。GPSを使った道案内、経路検索、衛星写真、ストリートビューなどを利用できる                                                         |
| Gガイド番組表リモコン          | テレビ番組表とAVリモコン機能が1つになったアプリ |
| iD設定アプリ                   | おさいふケータイクレジット決済サービスiDの設定アプリ                                                                                                  |
| DCMXクレジットアプリ           | NTTドコモが提供するおさいふケータイクレジットDCMXの設定アプリ                                                                                         |
| モバイルSuica登録用iアプリ     | モバイルSuica契約用のiアプリ |
| ヘルスチェッカー               | 歩数、活動量、脈拍数、血圧、体組成のデータを管理するアプリ                                                                                            |
| ドコモWebメール                | パソコン・FOMA端末のどちらからでも利用できるメールサービス「ドコモWebメール」のアプリ                                                                 |
| 地図アプリ                     | GPS機能を利用して、目的地を検索したり、乗り換え案内を駆使した、交通手段によるルートを表示が可能                                                       |
| ROID ウィジェット2             | モバイルサイト「ROID」の更新情報などを通知してくれるウィジェット                                                                                      |
| Start! iウィジェット           | iウィジェットの使い方をムービーで見ることができるiアプリ                                                                                              |
| iWウォッチ                     | iウィジェット画面でグラフィカルに時計や電池残量を確認することができるアプリ                                                                           |
| 楽オク☆アプリ                  | 楽天オークション用のアプリ |
| iアプリバンキング              | モバイルバンキングを簡単に利用するためのアプリ |
| マクドナルド トクするアプリ    | 日本マクドナルドのかざすクーポンなどを利用するためのアプリ                                                                                            |
| 株価アプリ                     | iウィジェットを利用して株価情報を表示するアプリ |
| 花粉アプリ                     | スギ・ヒノキの分布や量を確認できるアプリ |
| お天気アプリ                   | 簡単操作で詳細な気象情報が確認できるアプリ |
| i Bodymoアプリ                 | 健康サービス「i Bodymo（iボディモ）」のアプリ |
| FOMA通信環境確認アプリ         | FOMAハイスピードエリアを利用できるかを確認することができるiアプリ                                                                                     |
| いっしょにデコ                 | お互いのFOMA端末をかざして撮影した静止画にスタンプを貼ったりデコレーションができるiアプリタッチ対応アプリ                                             |
| ドコモ料金案内                 | 通話料やパケット通信料等の簡易的な履歴を一覧やグラフで確認できるアプリ                                                                                |
| 電子マネー「nanaco」           | セブン&アイグループの電子マネー「nanaco」のモバイル版                                                                                                 |
| かざす請求書                   | 毎月のドコモ利用料金の情報をおサイフケータイに取得し、請求書が無くてもコンビニエンスストアで決済できるアプリ（本サービスはセブン-イレブンのみ対応。） |
| ビックポイント機能付ケータイ   | おサイフケータイをビックカメラの「ビックポイントカード」として利用できるアプリ                                                                        |
| ヨドバシゴールドポイントカード | おサイフケータイをヨドバシカメラの「ヨドバシゴールドポイントカード」として利用できるアプリ                                                            |
| モバイルAMCアプリ              | おサイフケータイを使用して、ANAの各種サービスを利用できるアプリ                                                                                       |

上記のアプリの他、ドコモマーケットなどから、様々なアプリケーションのダウンロードが可能となる。

## 沿革
- 2010年11月8日 - F-01C・F-02C・F-03C・F-04C・F-05C・F-06C・L-01C・L-02C・L-03C・Optimus chat L-04C・N-01C・N-02C・N-03C・P-01C・P-02C・P-03C・SH-01C・SH-02C・LYNX 3D SH-03C・SH-04C・SH-05C・SH-06C・ブックリーダー SH-07C・TOUCH WOOD SH-08C・REGZA Phone T-01C・HW-01C・BlackBerry Curve 9300・フォトパネル03の開発並びに一部機種の発売を発表。
- 2011年1月27日 - 発売開始。